# Amblychaeturichthys sciistius
 Amblychaeturichthys sciistius  es una especie de peces de la familia de los Gobiidae en el orden de los Perciformes.

## Hábitat
Es un pez de mar y de clima templado y demersal.

## Distribución geográfica
Se encuentra en Corea y Japón.

## Observaciones
Es inofensivo para los humanos. 